# اچ‌ام‌اس مونمووث (۱۹۰۱)
اچ‌ام‌اس مونمووث (۱۹۰۱) (به انگلیسی: HMS Monmouth (1901)) یک کشتی بود که طول آن ۴۴۸ فوت (۱۳۷ متر) بود. این کشتی در سال ۱۹۰۱ ساخته شد.